# Artist in Residence Chretzeturm

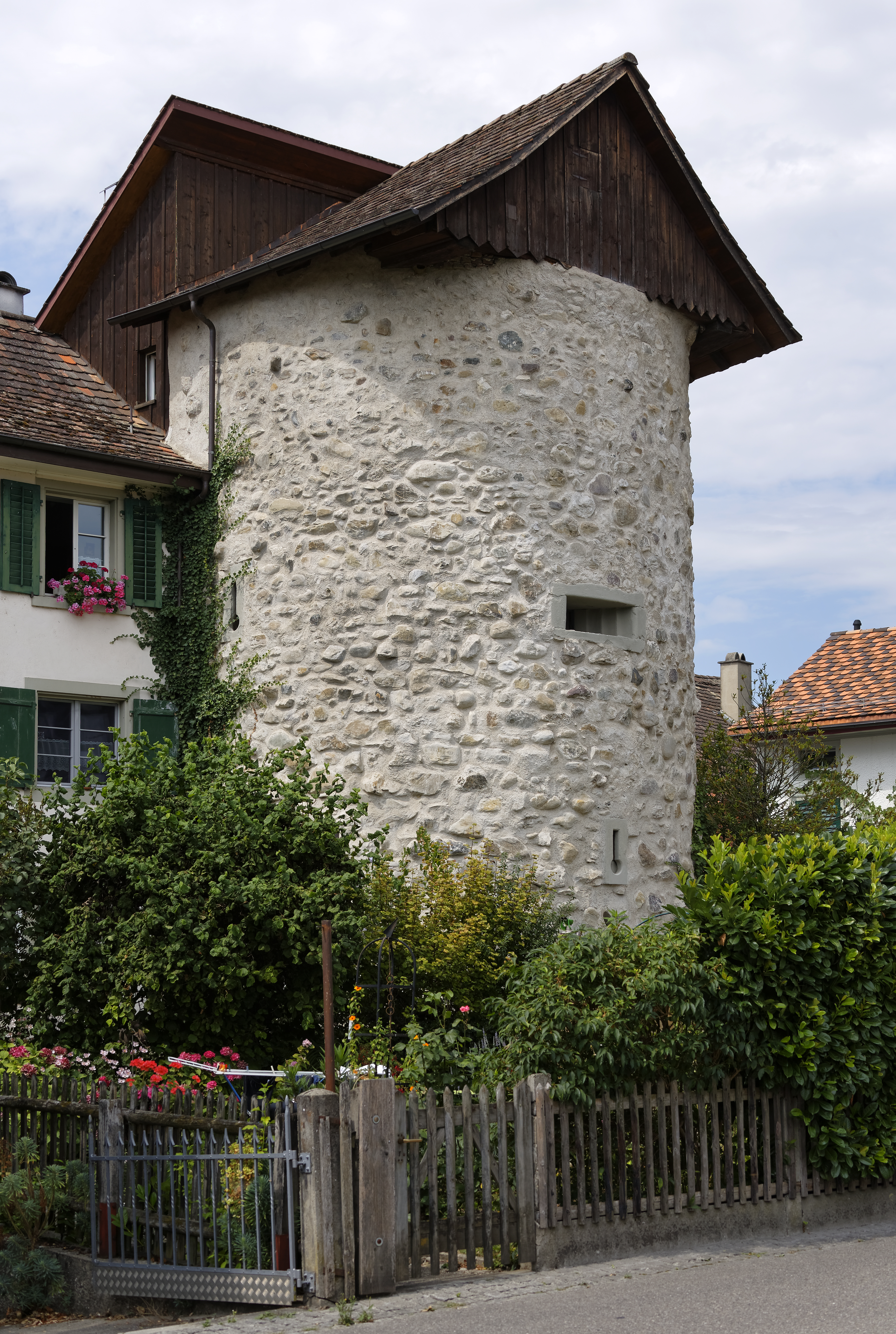
Artist in Residence Chretzeturm, Stein am Rhein

Die Artist in Residence Chretzeturm in Stein am Rhein im Kanton Schaffhausen wurde 1999 begründet. Sie ist neben dem Museum Lindwurm und dem Kulturhaus Obere Stube eine Kultureinrichtung der Jakob und Emma Windler-Stiftung. Seit Oktober 2019 ist Helga Sandl Kuratorin der Artist in Residence und Kulturleiterin der Jakob und Emma Windler-Stiftung, Kuratorin von 2015 bis 2019 war Elisabeth Schraut. 

## Struktur
Jährlich erhalten vier internationale Künstler die Möglichkeit, drei Monate in der Artist in Residence Chretzeturm zu leben und zu arbeiten. Das Stipendium ist grundsätzlich für alle Sparten offen. Es wird auf Einladung vergeben. Das Stipendium versteht sich als Anwesenheitsstipendium.
Das Stipendium ist einerseits Instrument der Künstlerförderung, andererseits soll auch die lokale und regionale Bevölkerung die Gelegenheit erhalten, sich mit aktuellen Positionen zeitgenössischer Kunst auseinanderzusetzen. Zu Beginn des Aufenthalts findet daher seit 2015 ein Begrüssungsapero statt, bei dem die Künstler der Bevölkerung vorgestellt werden, die Form ist offen und wird jedes Mal individuell festgelegt: Kurzvortrag, Künstlergespräch, Kurzlesung u. a. Am Ende des Aufenthalts gibt es einen Einblick in das künstlerische Schaffen: Ausstellung, Ateliereinblick, Lesung etc. Während des Aufenthalts werden die Künstler gebeten, einen Blog zu schreiben. Weitere Verpflichtungen sind mit dem Stipendium nicht verbunden.

### Schwerpunkte
Ortsspezifische Arbeiten, 2016 bis 2018
Mehrere Künstler entwickelten seit 2016 während ihres Aufenthalts aufwändige ortsspezifische Arbeiten: Die tunesische Künstlerin Sana Tamzini realisierte eine Lichtinstallation in der legendären Fünf-Minuten-Höhle, die für die lokale Bevölkerung Kultstatus wegen der mit ihrer Durchquerung verbundenen Mutprobe hat. Christina Kubisch setzte sich mit dem Thema Wasser auseinander und präsentierte die Klanginstallation Brunnenlieder im Innenhof des Museum Lindwurm. Denise Ritter nahm die Klänge von Stein am Rhein im Winter an einer spezifischen Stelle zwischen Rhein und Burg am Klingenberg auf, wo sich «Geräusche von Erde und Himmel treffen» und schuf die Klangkomposition Altitude. Die Soundinstallation wurde im üblicherweise nicht zugänglichen Dachgeschoss des Bürgerasyls zugänglich gemacht. Parastou Forouhar kreierte eine Serie inszenierter Fotografie zum Thema «Fremdheit» mit dem Titel Das Gras ist grün, der Himmel ist blau und sie ist schwarz..., die als Intervention in den Dauerausstellungsräumen des Museums Lindwurm gezeigt wird (seit Herbst 2017, Katalog). Susan Hefuna setzte sich während ihres Aufenthalts mit dem Thema «Fachwerk» auseinander. Ergebnis war das Projekt MAPPING STEIN - Eine Intervention in drei Akten – Zeichnungen, Installation, Performance und Video, das im Schaufenster des künftigen Kulturhauses und als Intervention im Museum Lindwurm zu sehen war.
Nordafrika / Naher Osten
Ein besonderes Augenmerk bei der Künstlerauswahl wie auch bei den Themen gilt auch der Konfliktregion des Nordafrikas / des Nahen Ostens, die mit der europäischen Geschichte in besonders intensiver Weise verbunden ist. Sana Tamzini, Parastou Forouhar und Susan Hefuna sind aufgrund ihrer Herkunft zu nennen, dazu kommen die Autoren Sherko Fatah und Rosa Yassin Hassan.

## Gebäude
Der Chretzeturm ist ein mittelalterlicher, um 1200 erbauter Turm, der Bestandteil der ersten Stadtbefestigung war. Im 15. Jahrhundert wurde das in den Turmkörper hineingreifende viergeschossige Wohnhaus errichtet.

## Stipendiaten
2024
- Ariane Epars, bildende Künstlerin
- Denise Bertschi, bildende Künstlerin
- Aglaia Haritz, bildende Künstlerin

2023
- Ana Strika, bildende Künstlerin
- Romy Rüegger, bildende Künstlerin
- Mirna Bamieh, bildende Künstlerin
- Aykan Safoğlu, bildender Künstler

2022
- Ulrich Vogl, bildender Künstler
- Jamie North, bildender Künstler
- Ronit Porat, bildende Künstlerin

2021
- Fernanda Figueiredo, bildende Künstlerin
- Valentin Moritz, Autor
- Ulrich Vogl, bildender Künstler
- Marko Dinic, Autor
- Dominic Oppliger, Autor und Musiker

2020
- Şakir Gökçebağ, bildender Künstler

2019
- Mona Breede, Fotokünstlerin
- Najem Wali, Autor und Journalist
- Claudia Ott, Arabistin, Übersetzerin und Musikerin
- Pierre-Philippe Hofmann, bildender Künstler

2018
- Pomona Zipser, bildende Künstlerin
- Denise Ritter, Klangkünstlerin
- Susan Hefuna, bildende Künstlerin
- Conny Zenk, Medienkünstlerin und Performerin

2017
- Andreas Rohrbach, Bildhauer
- Rosa Yassin Hassan, Autorin
- Parastou Forouhar, bildende Künstlerin[5]
- Denise Ritter, Klangkünstlerin

2016
- Barbara Yelin, Comiczeichnerin
- Christina Kubisch, Klangkünstlerin
- Sana Tamzini, bildende Künstlerin[6]
- Sherko Fatah, Autor[7][8]